# Демидюк, Сергей Александрович
Сергей Алекса́ндрович Демидю́к  (укр. Сергій Олександрович Демідюк; род. 5 июня 1982 года, Симферополь, УССР) — украинский легкоатлет (специализация — бег с барьерами на 110 м.), мастер спорта международного класса, член Национальной сборной Украины на Летние Олимпийские игры в Пекине 2008 года.

## Биография
Рекордсмен Украины в беге на 110 и 60 метров с барьерами (110 м с/б-13,22; 60 м с/б-7,53).
Обладает 14 результатом в Европейском рейтинге всех времен.(на 1.01.2012)
Участник Олимпийских игр 2004 и 2008 годов. Бронзовый призёр 2005 года, чемпион Всемирной Универсиады 2007 года. На чемпионате мира 2007 года занял шестое место. Победитель и призёр Кубков Европы. Финалист чемпионатов Европы. Неоднократный призёр весомых международных соревнований, в том числе престижнейших соревнований серии «Золотая лига». Многократный победитель чемпионатов и Кубков Украины, пятикратный рекордсмен Украины.
Награждён медалью президента Украины «За працю та звитягу». Неоднократно отмечен наградами городского головы Киева.
Первые тренеры — Светлана Селицкая, Варда Анатолий Евгениевич. Нынешний тренер — Владимир Федорец.
Окончил среднюю школу № 4 г. Симферополя с серебряной медалью и Киевский национальный торгово-экономический университет (специальность «финансы предприятий»).
Жена — Алёна, сын — Давид.